# ماجد الخیبری
ماجد الخیبری (انگلیسی: Majed Al-Khaibari؛ زادهٔ ۲۴ سپتامبر ۱۹۹۱) یک ورزشکار اهل عربستان سعودی است.
از باشگاه‌هایی که در آن بازی کرده‌است می‌توان به باشگاه فوتبال نجران عربستان سعودی، باشگاه فوتبال الاتحاد، و باشگاه فوتبال الاهلی عربستان سعودی اشاره کرد.